# Gaylussacia tomentosa
Gaylussacia tomentosa (englisch hairy dangleberry oder hairytwig huckleberry) ist eine Pflanzenart aus der Familie der Heidekrautgewächse. Sie ist in den Küstenebenen der südöstlichen Vereinigten Staaten (Alabama, Georgia, Florida, North Carolina, South Carolina) beheimatet.

## Beschreibung
Gaylussacia tomentosa ist ein Strauch von bis zu zwei Metern Höhe, der sich durch Rhizome ausbreitet und mit den daraus sprossenden Trieben gelegentlich große Bestände bildet. Die Blätter sind auf der Oberseite dunkel- oder gelbgrün und auf der Unterseite blassgrün und wachsartig glänzend. Die Blüten hängen in Gruppen von 2 … 4 und sind grünlich weiß. Die Früchte sind dunkelblau oder manchmal weiß, süß und saftig.

## Taxonomie
Asa Gray beschrieb die Art 1878 als Vaccinium tomentosum. Der aktuell gültige Name besteht seit 1897.
The Plant List, ein Gemeinschaftsprojekt der Royal Botanic Gardens (Kew) und des Missouri Botanical Garden bzw. die Online-Datenbank Tropicos des Missouri Botanical Garden führen die folgenden Synonyme auf:
- Gaylussacia frondosa var. tomentosa A.Gray 1878
- Decachaena tomentosa (Pursh ex A.Gray) Small
- Decamerium tomentosum (Pursh) Ashe
- Vaccinium tomentosum Pursh ex A.Gray[7]